# Syndroom van Barth
Het syndroom van Barth of 3-Methylglutaconic aciduria is een zeldzame aangeboren X-gebonden recessief overervende stofwisselingsziekte, genoemd naar de Nederlandse arts Peter Barth die de ziekte in een uitvoerige familiestamboom in 1983 beschreef.
De aandoening is zeer zeldzaam en zou slechts bij 1 op 200.000 geboorten voorkomen, wat voor Nederland ongeveer 1 nieuw geval per jaar betekent. Waarschijnlijk wordt de diagnose in een groot aantal gevallen gemist. Wereldwijd zijn (2006) ongeveer 100 families bekend waarin het voorkomt.
Het syndroom ontstaat door een fout in een gen. Dit gen is 6234 basen lang, met een mRNA van 879 nucleotiden, met 11 exons en 9 introns, en het eiwit bestaat uit 292 aminozuren en heeft een gewicht van 33,5 kilodalton. Het is gelokaliseerd op Xq28, het x-chromosoom. Bij 60% van de patiënten is een frameshiftmutatie, stopmutatie of fout op de spliceplaatsen opgetreden en bij 30% een mutatie die de ladingsverdeling van het eiwit verandert.
De aandoening is het meest waar te nemen tijdens de jeugd. Het komt enkel voor bij jongens, vrouwen kunnen drager zijn van het syndroom maar hebben de aandoening niet zelf.

## Oorzaak van de ziekte
De mutatie die het syndroom veroorzaakt, bevindt zich op het geslachtschromosoom, het X-chromosoom. Er bevindt zich aan het einde van het X-chromosoom een zogenaamd G4.5 gen. Dit gen maakt een eiwit aan. Door mutaties in G4.5, wordt een abnormaal eiwit veroorzaakt. De normale functie van het eiwit is gelegen in de synthese van lipiden die deel uitmaken van de celmembraan en de mitochondriale membranen (tetralinoleoylcardiolipinesynthese). Op een defect hierin zijn alle verschijnselen van de ziekte terug te voeren.

## Het erfelijkheidspatroon
Vrouwen blijven gespaard voor ziekteverschijnselen omdat zij beschikken over 2 X-chromosomen. Ze hebben dus nog een chromosoom over die geen defect G4.5 bevat, wat voldoende is om de ziekte zelf niet te krijgen. De vrouw is draagster en heeft dus bij een zwangerschap kans om het door te geven aan haar zoon of dochter. Meisjes blijven steeds drager, terwijl jongens de ziekteverschijnselen krijgen. De situatie is wat dat betreft analoog aan die bij kleurenblindheid. In zeer zeldzame gevallen kunnen ook vrouwen wel eens symptomen vertonen, namelijk bij een zeer onevenwichtige inactivering van hun x-chromosoom.

## Kenmerken van het syndroom
De belangrijke trias van dit syndroom bestaat uit: zwakte van hart- en skeletspier, kleine gestalte, en leukopenie (tekort aan witte bloedcellen).
- De hartspier is zwakker. De hartspier heeft onvoldoende kracht en dit leidt tot hartvergroting. Het kan ook extremere gevolgen hebben zoals een acute hartstilstand.
- Weinig weerstand tegen infecties. Er is een tekort aan witte bloedcellen waardoor men minder weerstand heeft tegen bacteriën, infecties en schimmels. Het verhoogt ook het risico op sepsis ('bloedvergiftiging').
- Zwakke spieren. De spieren in het lichaam zijn in het algemeen erg zwak en men is ook snel moe. De spieren rondom schouders en heupen zijn het ergst aangetast. Er treedt ook dikwijls een motorische achterstand op bij de mensen met het syndroom van Barth.
- Kleine gestalte. Jongens met dit syndroom zijn meestal erg klein voor hun leeftijd. Deze vorm van kleine gestalte is niet te behandelen met groeihormoon.
- Abnormale functie van de mitochondriën door een tekort aan cardiolipine. Cardiolipine is een belangrijke stof die een onderdeel is van de membranen van mitochondriën.

## Diagnose
Men vermoedt dit soms kort na de geboorte als het kind hypotoon is, te kampen had met ernstige infecties, of hartfalen vertoont. Als het syndroom van Barth zich openbaart in een later stadium, zal dit meestal te maken hebben met een motorische achterstand.
De diagnose wordt gesteld met behulp van verschillende onderzoeken zoals elektrocardiogram, röntgenfoto's van de borstholte, en het voorkomen van ongewoon veel 3-methylglutaconzuur in de urine, vooral tussen de leeftijden van 6 maanden en drie jaar. Genetische diagnostiek is mogelijk maar dan moet er eerst aan de mogelijkheid gedacht worden en een sterke verdenking bestaan. Een dergelijke verdenking is natuurlijk bij een bekend geval in de familie eerder aanwezig.

## Behandeling
Het syndroom van Barth is niet te genezen. Men richt zich bij de behandeling vooral op het bestrijden van de symptomen. Men kan dit onder meer doen door inzetten van medicijnen, een pacemaker, en antibiotica. Om de motorische achterstand wat te kunnen verbeteren, kan men gebruikmaken van fysiotherapie.